# Henry Silva
Henry Silva (* 23. September 1926 in New York City, New York; † 14. September 2022 in Los Angeles, Kalifornien) war ein US-amerikanischer Schauspieler puerto-ricanischer Herkunft. Durch seine markanten, harten Gesichtszüge wurde er zu einer beliebten Besetzung für Bösewichte, vorrangig in Actionfilmen.

## Leben
Nachdem Silva mit 13 Jahren die Schule verlassen hatte, um Schauspielunterricht zu nehmen, wurde er zu Beginn der 1950er Jahre entdeckt und hatte frühe Auftritte am Broadway. In dieser frühen Phase seines Filmschaffens spielte Silva bereits an der Seite so renommierter Schauspieler wie Marlon Brando, Frank Sinatra, Janet Leigh und Gregory Peck.
1963 erhielt er schließlich eine Hauptrolle in dem Hollywoodfilm Die Rache des Johnny Cool. Durch Angebote aus Italien gelockt, siedelte Silva mit seiner Familie Ende der 1960er Jahre nach Europa über. Dort wirkte er hauptsächlich in italienischen Polizeifilmen mit, bekannt für ihre kompromisslose Darstellung von Gewalt, und wurde hauptsächlich in der Rolle des zielstrebigen, über Leichen gehenden Schurken besetzt.
Ende der 1970er Jahre, nach seiner Rückkehr in die USA, erweiterte sich sein Rollenspektrum wieder; so spielte er in dem Science-Fiction-Film Buck Rogers den bösen Handlanger Kane oder in Der Horror-Alligator einen Großwildjäger. Von den 1980er Jahren an bis Ende der 1990er Jahre spielte er überwiegend in weniger bekannten amerikanischen und italienischen Low-Budget-Filmen; Ausnahmen waren die Filme Cusack – Der Schweigsame und Nico, in denen er jeweils als Gegner der Actionstars Chuck Norris bzw. Steven Seagal agierte, sowie die Comic-Verfilmung Dick Tracy. Außerdem synchronisierte er in der Zeichentrickserie Batman: The Animated Series den Schurken Bane.
Zuletzt war Silva in Jim Jarmuschs Ghost Dog – Der Weg des Samurai (1999) zu sehen und hatte einen Cameo-Auftritt in Ocean’s Eleven (2001), einem Remake des Films Frankie und seine Spießgesellen von 1960, in dem Silva ebenfalls mitgewirkt hatte. Sein Schaffen als Schauspieler umfasst rund 140 Film- und Fernsehproduktionen.
Silva sprach neben Englisch auch fließend Spanisch und Italienisch. Er lebte im San Fernando Valley, Los Angeles, war verheiratet und hatte zwei Söhne. Er starb im September 2022 neun Tage vor seinem 96. Geburtstag in einem Seniorenheim in Woodland Hills.

## Filmografie (Auswahl)
- 1952: Viva Zapata!
- 1957: Um Kopf und Kragen (The Tall T)
- 1957: Giftiger Schnee (A Hatful of Rain)
- 1958: Der Schatz des Gehenkten (The Law and Jake Wade)
- 1958: Bravados (The Bravados)
- 1958: Der weiße Teufel von Arkansas (Ride a Crooked Trail)
- 1959: Tropenglut (Green Mansions)
- 1959: Der Herrscher von Kansas (The Jayhawkers!)
- 1959: Die Unbestechlichen (The Untouchables) (Fernsehserie, Folge The Mark Of Cain)
- 1960: Frankie und seine Spießgesellen (Ocean’s Eleven)
- 1960: Aschenblödel (Cinderfella)
- 1962: Die siegreichen Drei (Sergeants 3)
- 1962: Botschafter der Angst (The Manchurian Candidate)
- 1963: Der Kommodore (A Gathering of Eagles)
- 1963: Die Rache des Johnny Cool (Johnny Cool)
- 1964: Geheimauftrag Dubrovnik (The Secret Invasion)
- 1965: Grüße an die Mafia (Je vous salue, mafia!)
- 1965: The Return of Mr. Moto
- 1965: Sieben reiten in die Hölle (The Reward)
- 1966: Tausend Gewehre für Golden Hill (The Plainsman)
- 1966: Eine Flut von Dollars (Un fiume di dollari)
- 1967: Assassination
- 1967: Matchless
- 1968: Quella carogna dell'ispettore Sterling
- 1968: Wie klaut man ein Gemälde? (Never a Dull Moment)
- 1969: Operation Red Point (Probabilità zero)
- 1970: Die Bestialischen (The Animals)
- 1972: Der Mafiaboss – Sie töten wie Schakale (La mala ordina)
- 1972: Killer kennen keine Gnade (L’insolent)
- 1973: Bezahlt wird in Marseille (Les hommes)
- 1973: Die Rache des Paten (Quelli che contano)
- 1973: Der Teufel führt Regie (Il boss)
- 1973: Zinksärge für die Goldjungen
- 1974: Der Berserker (Milano odia: la polizia non può sparare)
- 1974: In der Gewalt des Kindermörders (Fatevi vivi: la polizia non interverrà)
- 1975: L’uomo della strada fa giustizia
- 1975: Wolfsblut greift ein (Zanna Bianca alla riscossa)
- 1976: Blutiger Schweiß (Poliziotto violenti)
- 1976: Krieg im Frieden (Shoot)
- 1976: Das Schlitzohr und der Bulle (Il trucido e lo sbirro)
- 1976: Die Killermeute (Napoli spara)
- 1977: Operation Foxbat (Woo fok)
- 1979: Blutdurst (Thirst)
- 1979: Buck Rogers (Fernsehfilm)
- 1979: Ein Mann räumt auf (Love and Bullets)
- 1979: Der Tag der Mörder (Day of the Assassin)
- 1980: Overkill – Durch die Hölle zur Ewigkeit (Fukkatsu no hi)
- 1980: Der Horror-Alligator (Alligator)
- 1981: Sharky und seine Profis (Sharky’s Machine)
- 1982: Flammen am Horizont (Wrong Is Right)
- 1982: Trapped, die tödliche Falle (Trapped)
- 1982: Megaforce
- 1983: Das Frauenlager (Chained Heat)
- 1983: The Riffs II – Flucht aus der Bronx (Fuga dal Bronx)
- 1983: Der Außenseiter (Le Marginal)
- 1984: Auf dem Highway ist wieder die Hölle los (Cannonball Run II)
- 1984: Sag’ nie wieder Indio (Cane arrabbiato)
- 1984: Söldner Attack (Razza violenta)
- 1985: Geier, Geld und goldene Eier (Lust in the Dust)
- 1985: Cusack – Der Schweigsame (Code of Silence)
- 1985: Killer vs Killers
- 1987: Quatermain II – Auf der Suche nach der geheimnisvollen Stadt (Allan Quatermain and the Lost City of Gold)
- 1987: Amazonen auf dem Mond oder Warum die Amis den Kanal voll haben (Amazon Women on the Moon)
- 1988: Nico (Above the Law)
- 1988: Bulletproof – Der Tiger II (Bulletproof)
- 1989: Cy-Warrior (Cyborg, il guerriero d’acciaio)
- 1989: Fists of Steel
- 1989: Hard Bull… härter als Granit (La via della droga)
- 1989: Trained to Kill
- 1990: Dick Tracy
- 1991: The Last Match – Der letzte Fight (L’ultima meta)
- 1992: Blutige Ernte – The Harvest (The Harvest)
- 1992: Dangerous Action
- 1994: Geißel der Lust (Possessed by the Night)
- 1994: Das Schweigen der Hammel (Il silenzio dei prosciutti)
- 1996: Bullet Point (Mad Dog Time)
- 1997: Am Ende der Gewalt (The End of Violence)
- 1999: Ghost Dog – Der Weg des Samurai (Ghost Dog: The Way of the Samurai)
- 1999: Justice – Eine Frage der Gerechtigkeit (Justice)
- 2001: Ocean’s Eleven
- 2007: Brando (Dokumentarfilm) (Mitwirkung)
- 2011: Eurocrime! The Italian Cop and Gangster Films That Ruled the '70s (Dokumentarfilm) (Mitwirkung)